# Crniliste
Crniliste (macedónul: Црнилиште, albánul Cërnilisht) település Észak-Macedóniában, a Pelagonijai körzet Dolneni járásában.

## Népesség
| Lakosok száma | 949  | 1045 | 1118 | 1108 | 1303 | 1456 | 1486 | 1765 | 1937 |
|               | 1948 | 1953 | 1961 | 1971 | 1981 | 1991 | 1994 | 2002 | 2021 |

2002-ben 1765 lakosa volt, akik közül 1708 albán, 31 macedón, 21 török, 1 bosnyák és 4 egyéb.